# The Edge of Things (film 1915)
The Edge of Things è un cortometraggio muto del 1915. Il nome del regista non viene riportato.

## Produzione
Il film fu prodotto dalla Essanay Film Manufacturing Company. Due anni prima, nel 1913, la compagnia di Chicago aveva prodotto un altro The Edge of Things, un western che era stato diretto da Lloyd Ingraham.

## Distribuzione
Distribuito dalla General Film Company, il film - un cortometraggio in due bobine - uscì nelle sale cinematografiche USA il 27 novembre 1915.